# Dai (криптовалюта)
DAI — стейблкоин на блокчейне Ethereum, использующий смарт-контракты для поддержания курса, равного одному доллару США. DAI поддерживается и регулируется децентрализованной автономной организацией MakerDAO, состоящей из владельцев токена управления MKR, которые могут предлагать и голосовать за изменения определенных параметров в его смарт-контрактах.
В 2020 году Bloomberg назвал MakerDAO первым примером децентрализованного приложения, получившего широкое распространение.

## Обзор
Токены DAI создаются и уничтожаются посредством процессов выдачи и погашения сверхобеспеченных кредитов, осуществляемых смарт-контрактами MakerDAO. Для выпуска новых токенов DAI пользователи должны внести в смарт-контракт обеспечение в каком-либо из принимаемых системой активов (например, эфир). При этом текущая стоимость залогового актива должна быть выше стоимости выпускаемых токенов. Коэффициент обеспечения, представляющий собой стоимость внесённого актива, делённую на стоимость выпущенных DAI, обычно составляет от 110 до 200%.
Если коэффициент обеспечения падает ниже минимального значения, любой пользователь может вызвать функцию смарт-контракта, реализующую часть обеспечения за DAI на децентрализованной криптобирже. Эта часть затем используется для погашения долга и выплаты вознаграждения пользователю, вызвавшему функцию. Установка минимального коэффициента обеспечения значительно выше 100% обеспечивает возможность покрытия долга даже в случае существенного падения цены залогового актива.
После погашения кредита и накопленных процентов полученные DAI автоматически уничтожаются, а остаток залога становится доступным для снятия. Таким образом стоимость DAI в долларах США подкреплена стоимостью залогового актива, удерживаемого смарт-контрактами MakerDAO. Контролируя типы принимаемого залога, минимальные коэффициенты обеспечения и процентные ставки за заимствование или хранение DAI, MakerDAO может контролировать объем DAI в обращении и, следовательно, его стоимость.
Управляющий токен MakerDAO (MKR) предоставляет своим держателям возможность предлагать и вносить изменения в параметры платформы. Владельцы MKR могут голосовать за предлагаемые изменения с числом голосов, пропорциональным количеству токенов, которыми они владеют. Токен MKR также служит инвестицией в системе MakerDAO. Дополнительные проценты, которые заемщики выплачивают сверх основного долга по своему кредиту, используются для покупки токенов MKR на рынке и «сжигания» их, навсегда изымая их из обращения. Этот механизм направлен на то, чтобы сделать MKR дефляционным по отношению к доходам от кредитования DAI. 

## История
MakerDAO была основана в 2014 году датским предпринимателем Руне Кристенсеном. По словам Кристенсена, название криптовалюты основано на китайском иероглифе 貸, который он перевел как «давать взаймы или предоставлять капитал для кредита».
18 декабря 2017 года DAI был запущен в основной сети Ethereum. Цена DAI успешно удерживалась на уровне около одного доллара США в течение первого года его существования, хотя цена эфира, являвшегося единственным доступным на тот момент обеспечением, снизилась за этот период более чем на 80%.
В сентябре 2018 года венчурная компания Andreessen Horowitz инвестировала 15 миллионов долларов в MakerDAO, купив 6% всех токенов MKR.
В 2018 году MakerDAO сформировала фонд Maker Foundation со штаб-квартирой в Копенгагене, который финансирует проекты в системе, такие как написание кода, необходимого для функционирования и развития платформы.
В 2019 году в организации возник конфликт по вопросу большей интеграции в традиционную финансовую систему. Кристенсен хотел большего соответствия нормативным требованиям, чтобы активы, помимо криптовалюты, могли служить обеспечением для DAI. В результате конфликта компанию покинул технический директор MakerDAO.
В марте 2020 года в результате волатильности рынка в начале пандемии COVID-19 DAI пережила дефляционную спираль снижения задолженностей, которая на пике привела к тому, что токены торговались по цене до 1,11 долл. США, прежде чем вернуться к изначальной оценке в 1,00 долл. США.